# Independentzia 5 Urtez
Independentzia 10 Urtez (en castellano: «10 años de independencia») es un álbum recopilatorio editado por la discográfica independiente Esan Ozenki Records.
El álbum es un CD con un total de 23 canciones de diferentes grupos de la escudería de Esan Ozenki. El álbum fue editado por el quinto aniversario del sello, con aportación de todos los grupos y artistas que grabaron en el sello (excepto Juan Carlos Pérez), y se celebró el 19 de octubre una serie de conciertos simultáneos en Madrid, Valencia, Barcelona, París y Bordeaux.
Tal vez lo más destacable de este recopilatorio fueron la inclusión de los nuevos grupos fichados por el sello. Así tenemos a PI L.T., un grupo de raro nombre, que presenta el tema Hil Da Jainkoa, potente a la vez que conmovedor (de su primer disco PI L.T.), el proyecto de Iñigo Muguruza, Joxe Ripiau, con un tema compuesto por Iñigo y Fermín Muguruza, presentando una extraña mezcla de raggfamuffin, salsa y música verbenera. También están presentes King Mafrundi, un grupo cuando menos extraño, ya que hacen música africana pero cantada en euskera, su tema incluido, N'däjé, recuerda al africano Toure Kunda. Por otra parte Kashbad, el grupo que abriera los conciertos vascos de Jingo de Lunch, están en una onda trash-hardcore.
Los tres últimos cortes del disco están destinados a los grupos del subsello Gora Herria, que acoge a grupos de fuera de Euskal Herria, con Wemean, un grupo íntegramente femenino y muy joven, de Zürich (Suiza), y cuyo primer LP ha sido producido por Fermín Muguruza y Kaki Arkarazo. Los argentinos Todos Tus Muertos, con un tema de su Dale Aborigen, y Banda Bassotti, un grupo italiano muy en la onda de Kortatu, aportando el tema Un alto giorno d'amore.
Como curiosidad, decir que el tema de Negu Gorriak que se ha incluido es Hiri gerrilaren dantza, de su disco Ideaia Zabaldu, pero con una versión distinta, llena de samplers de la voz de Fidel Nadal (Todos tus Muertos y ex-Mano Negra). 
El álbum estaba acompañó por un libreto anuario en el que aparecían las portadas de todas las referencias editadas por la casa (incluyendo sencillos y vídeos) acompañadas de fotos en blanco y negro de estanpas antiguas eskaldunas en las personas lucian en sus vestimentas los nombres y logos de los grupos. 
Este quinto aniversario, coincidió con una noticia que conmocionó el panorama musical vasco y estatal : la separación de Negu Gorriak.
- Datos: Q16578503